# Miekichi Suzuki

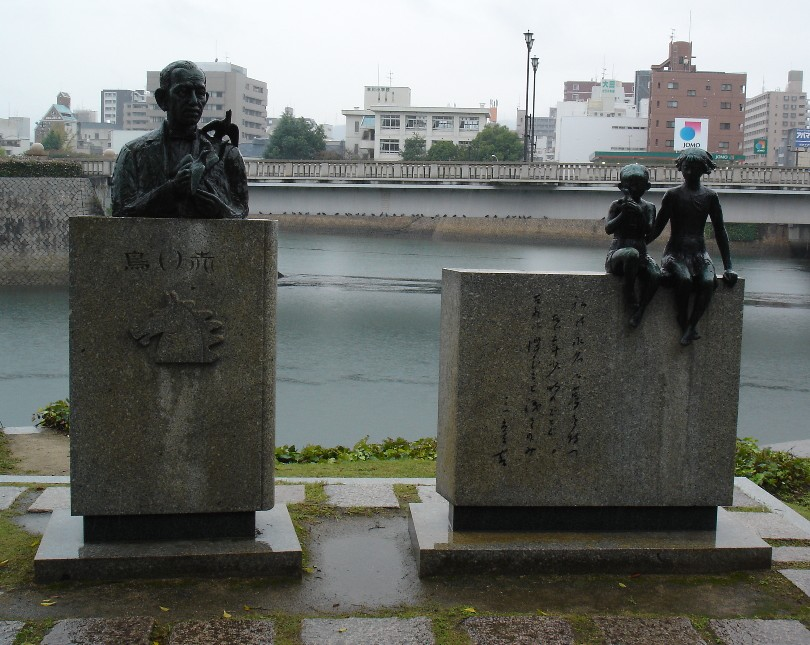
Monument à la mémoire de Miekichi Suzuki à Hiroshima

Miekichi Suzuki (japonais 鈴木 三重吉, Suzuki Miekichi; 29 septembre 1882 - 27 juin 1936 à Hiroshima) est un auteur japonais de romans et livres pour la jeunesse. Il passe pour le fondateur du genre au Japon.

## Biographie
Après ses études de littérature anglaise à l'université impériale de Tokyo, Suzuki travaille comme professeur de collège et écrit des romans en amateur. Il sent ses talents de romancier mais les juge insuffisants et abandonne la littérature en 1915.
C'est grâce à sa fille, qu'il commence à écrire des livres pour enfants. En 1918, il publie la revue Akai Tori (赤い鳥, « l'Oiseau rouge ») et demande à de célèbres écrivains d'écrire pour le magazine. Quelques œuvres remarquables d'auteurs bien connus de l'ère Taishō comme Akutagawa Ryūnosuke, Arishima Takeo ( 有 岛 武 郎) ou Hakushū Kitahara ( 北 原 白 秋) paraissent dans ce magazine, et le genre de la littérature pour enfants commence à être reconnu comme une forme d'art.
Suzuki Miekichi meurt en 1936 à l'âge de 54 ans des suites d'un cancer des poumons. Avec sa mort, son magazine cesse sa publication après 196 numéros.

## Prix
Depuis 1948, douzième anniversaire de la mort de Suzuki, le prix Meikichi Suzuki est décerné à des histoires remarquables, des poèmes et des chansons pour enfants.

## Monument souvenir
Dans le parc de la paix de Hiroshima, entre de nombreuses stèles commémoratives et des monuments pour commémorer le bombardement atomique d'Hiroshima le 6 août 1945, se trouve au bord du fleuve, directement en face du dôme de Genbaku, un mémorial dédié à Suzuki Miekichi. Achevé en 1964, il est dû à l'artiste et sculpteur Entsuba Katsuzo. Le monument est installé non loin de la maison des parents de Suzuki dans l'ancien quartier Sarugaku-chō set (l'actuel Ōtemachi, Naka-ku). Il est régulièrement confondu par les touristes étrangers avec un monument en rapport avec la bombe atomique.
Le monument se compose de deux parties : à gauche se trouve un buste de Suzuki sur un piédestal de granit en forme de livre sur lequel se lit 鳥い赤 « Oiseau rouge », en écriture japonaise traditionnelle de droite à gauche semblable au titre du magazine disparu, et à droite un bloc de granit sur lequel sont assis deux enfants en bronze. Le texte, de la main de Suzuki, se lit de haut en bas:
| 私は永久に夢を持つ     | J'aurai toujours des rêves                                            |
| ただ年少時のごとく     | tout comme un petit garçon                                            |
| ために悩むこと浅きのみ | ainsi mes inquiétudes et mes craintes ne seront jamais trop profondes |
| 三重吉                 | Miekichi                                                              |

## Œuvres principales
- 古事記物語 (Kojiki monogatari / « Le Conte de Kojiki »)
- 大震火災記 (Daishin kasai ki / « Témoignage du séisme de 1923 de Kantō »)
- ぶくぶく長々火の目小僧 (Bukubuku naganaga hinome kozou / « Expanding, growing fire-eyed boy »)

## Source de la traduction
- (de) Cet article est partiellement ou en totalité issu de l’article de Wikipédia en allemand intitulé « Suzuki Miekichi » (voir la liste des auteurs).
- Notices d'autorité :   - VIAF
  - ISNI
  - IdRef
  - LCCN
  - GND
  - Italie
  - Japon
  - CiNii
  - Pays-Bas
  - Israël
  - Corée du Sud
  - WorldCat